# Gran Consiglio (Obvaldo)
Il Gran Consiglio del Canton Obvaldo (in francese Conseil cantonal d'Obwald ed in tedesco Obwaldner Kantonsrat) è un parlamento cantonale di Obvaldo.